# The Blood Divine
The Blood Divine – brytyjska grupa muzyczna wykonująca doom metal. Powstała 1995 roku z inicjatywy Paula i Benjamina Ryanów tuż po odejściu z grupy Cradle of Filth, dla której zrealizowali dwa albumy. Niedługo potem do grupy dołączył znany z występów w grupie Anathema wokalista Darren White oraz perkusista William Sarinson i basista Steve Maloney.
Pierwsze wydawnictwo pt. Awaken ukazało się w rok po powstaniu zespołu nakładem Peaceville Records. Muzycy szybko przystąpili do prac nad następcą debiutanckiego albumu, zatytułowany Mystica ukazał się w 1997 roku. W kwietniu 1998 roku grupę opuścił Benjamin Ryan, wraz z którego odejściem grupa zakończyła działalność.
W 2002 roku ukazała się kompilacja nagrań pt. Rise Pantheon Dreams zawierająca utwory z dwóch albumów oraz wcześniej niepublikowane nagrania zespołu "Revolt" i "Forever Belongs" oraz koncertowe wersje kompozycji "Aureole" w tym cover The Osmonds "Crazy Horses".

## Dyskografia
- Promo Tape (Demo, 1996)
- Awaken (1996)
- Mystica (1997)
- Rise Pantheon Dreams (Kompilacja, 2002)